# San Isidro del Inca

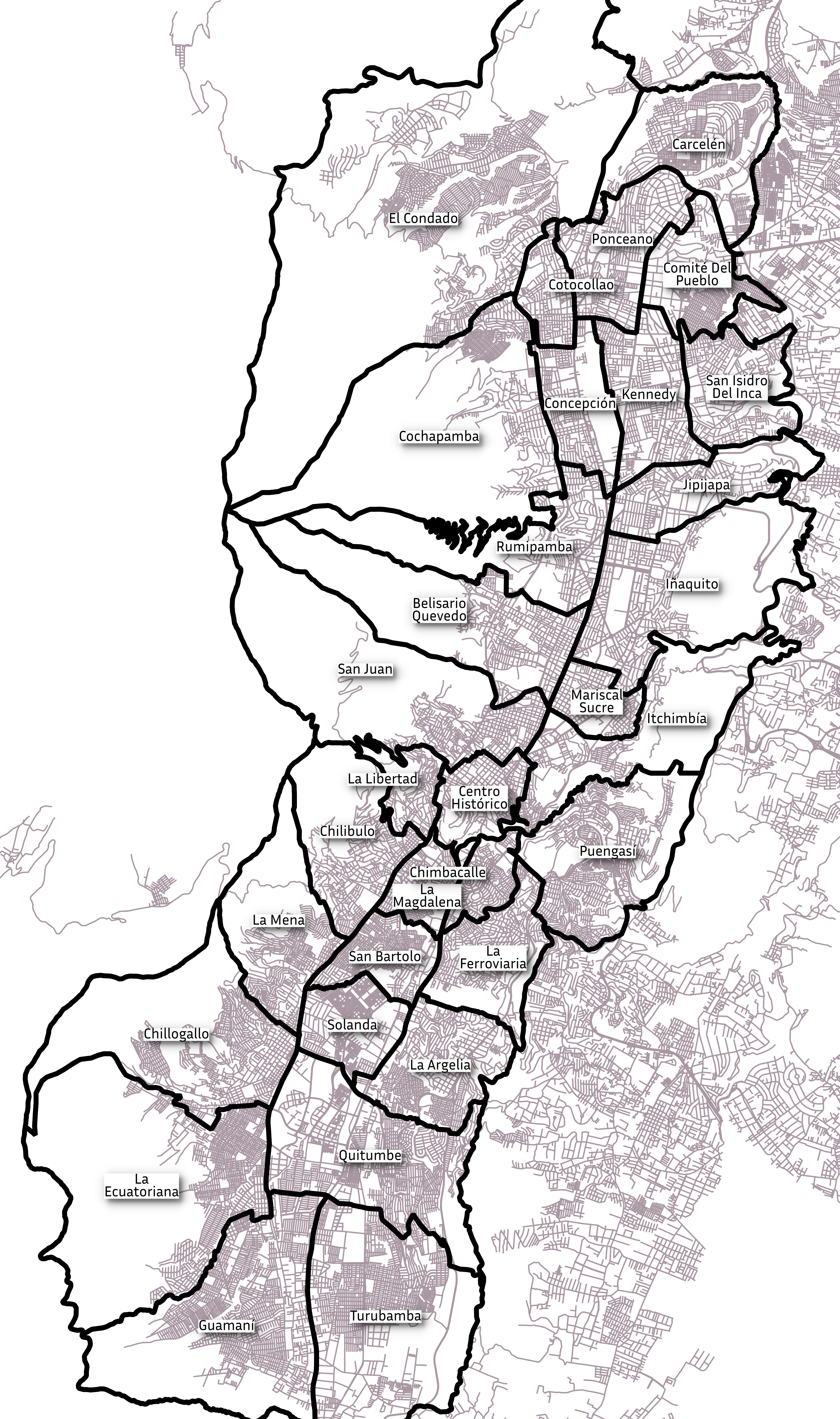
Parroquias urbanas von Quito; San Isidro del Inca auf der Karte rechts oben

San Isidro del Inca ist ein Stadtteil von Quito und eine Parroquia urbana in der Verwaltungszone Eugenio Espejo im Kanton Quito der ecuadorianischen Provinz Pichincha. Die Fläche beträgt etwa 722 ha. Die Einwohnerzahl lag im Jahr 2019 bei 51.074.

## Lage
Die Parroquia San Isidro del Inca liegt im Nordosten von Quito 10 km nordnordöstlich vom Stadtzentrum auf einer Höhe von etwa 2800 m. Die Avenida Eloy Alfaro begrenzt das Areal im Westen.
Die Parroquia San Isidro del Inca grenzt im Westen an die Parroquia Kennedy, im Nordwesten an die Parroquia Comité del Pueblo, im Osten an die Parroquias rurales Llano Chico und Zámbiza sowie im Süden an die Parroquia Jipijapa.